# Barclayville
Barclayville ist die Hauptstadt und Verwaltungszentrum des Grand Kru County im Südosten Liberias. Die Stadt befindet sich am Unterlauf des Grand Cess River, etwa 10 Kilometer nördlich von der Atlantikküste entfernt. Die Einwohnerzahl der Stadt Barclayville betrug am Stichtag (2008) 2733 Einwohner.

## Geschichte
Der Ortsname Barclayville erinnert an den liberianischen Präsidenten Edwin Barclay.
Noch in den 1920er Jahren war die Region Schauplatz erbitterter Kämpfe. Die zunächst nur innerhalb der indigenen Bevölkerungsgruppen der Grebo und Kru ausgetragenen Konflikte um die Vorherrschaft beim lukrativen Küstenhandel wurden als Kru Wars (deutsch: Kru-Kriege) bekannt. Anfang der 1930er Jahre brachen die letzten Aufstände an der Kruküste aus, der Versuch diese wiederum mit großer Brutalität seitens der Regierungstruppen niederzuschlagen wurde wegen der laufenden Untersuchungen im Zusammenhang mit dem Fernando-Po-Skandal unterlassen. Es gelang dem neuen Präsidenten Barclay, diesen jahrzehntelangen Streit um Besitz von Land und Fischereirechten beizulegen, er veranlasste die Zusammenlegung von vier Dörfern der verfeindeten Clans und schuf daraus die Provinzstadt Barclayville. Die nun von Amerikoliberianern kontrollierte Bevölkerung stellte für die im Hinterland entstehenden Kautschukplantagen ein reiches Arbeitskräftepotential dar. Die endgültige Befriedung sollte jedoch erst 1945 gelingen.

Die Region wird auch in der Gegenwart nur land- und forstwirtschaftlich genutzt, es bestehen am Unterlauf des Grand Cess River einige Palmölplantagen.
Ein modernes Straßennetz ist praktisch nicht vorhanden. Mit Unterstützung von USAID wurde bei Barclayville als erste moderne Brücke die George W. Bush Bridge errichtet. Zur neu geschaffenen Infrastruktur gehören auch das Verwaltungszentrum, eine Schule und ein Gesundheitszentrum. Barclayville verfügt auch seit den 1940er Jahren über einen Feldflugplatz.